# Omar Pérez
Omar Pérez (fl. XX secolo) è stato un calciatore uruguaiano, di ruolo attaccante.

## Carriera
Con la propria Nazionale giocò 2 partite.